# Trieri Szent Péter-dóm
A trieri Szent Péter-dóm Németország legrégebbi temploma és a Trieri egyházmegye székesegyháza. 112,5 méteres hosszával, 41 méteres szélességével Trier legnagyobb egyházi épülete. 1986 óta a trieri római kori műemlékekkel és a trieri Miasszonyunk-templommal együtt a világörökség része. A római kori és a frank építészet, valamint a román stílus jegyeit magán viselő trieri dóm a Hágai egyezmények védett kultúrkincse.

## Története
A dóm középső része a 4. századból származik, a többi építményt a középkorban toldották hozzá.
Az 1945 utáni ásatások szerint talán már I. Constantinus idején elkezdték a kettős templom építését. A hagyomány szerint Konstantin anyja Szent Ilona adományozta Agritius püspöknek a trieri palotáját templomépítés céljára. A dóm alatt megtalálták egy díszterem maradványait, amely feltehetőleg a császári palotához tartozott. Maximinus püspök alatt (329 – 346) kibővítették az első bazilikát.

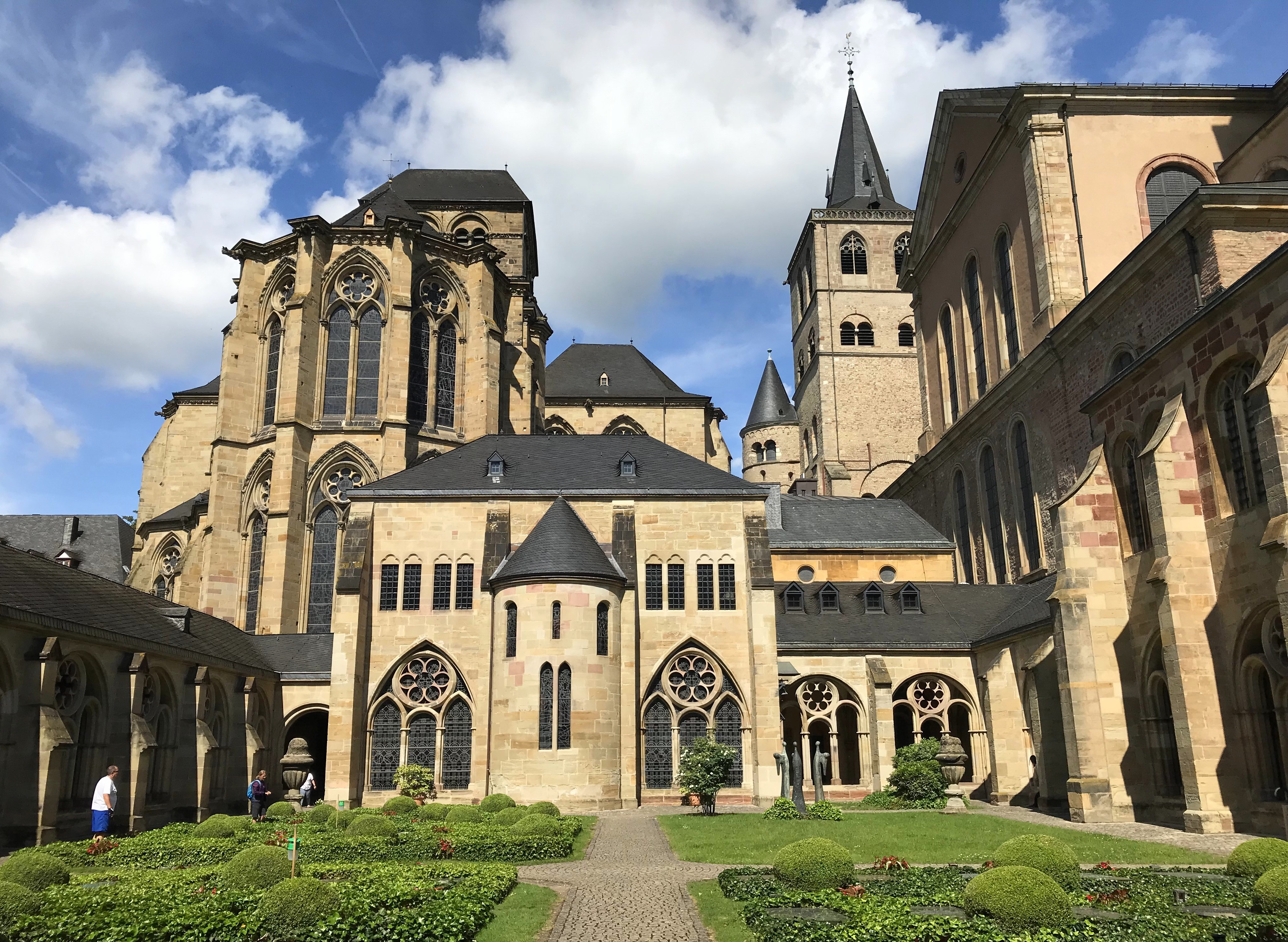
A kolostor kertje

Közelebbről nem ismert okokból Gratianus császár (375–383) részben lebontatta Konstantin katedrálisát és az alapra új templomot építtetett. Megmaradt viszont az eredeti kettős templom nyugati főhajója.
Az 5. században a frankok által lerombolt templomot Niketius püspök (525–566) állíttatta helyre. Később 882-ben a normannok ismét elpusztították. Száz évvel később Egbert érsek (977–993) felújíttatta az épületet és elkezdte egy új háromhajós templom építését. Egbert halálával a munkák abbamaradtak.
A dóm mai alakja leginkább 1038–1078 között jött létre Poppo érsek és utódai, Eberhardt és Udo alatt. További fontos bővítések történtek Theoderich érsek (1212-1243), luxemburgi Balduin érsek (1307-1354), illetve greiffenclaui Richard érsek (1511-1531) idején.
A francia csapatok 1794-es bevonulása után a dómot raktárként használták. Csak a franciák által kinevezett Mannay püspök alatt kapta vissza a dóm eredeti funkcióját.

## Ereklyék és síremlékek

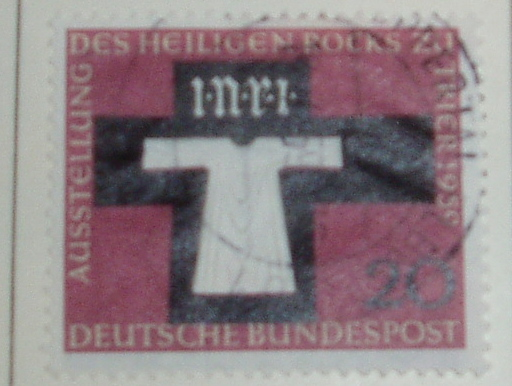
A Szent Köntöst ábrázoló bélyeg

A dóm kincsei közül a leghíresebb a Szent Köntös. A hagyomány szerint ez az a köntös, amelyet Jézus viselt a keresztre feszítése előtt. A köntöst Szent Ilona császárné hozta magával a Szentföldről és küldte el Trierbe. Első említése 1196-ból származik, eszerint I. János trieri érsek május 1-jén szentelte fel azt az oltárt, ahol a köntöst őrizték.
Az ereklyét különleges körülmények között őrzik és csak ritkán mutatják meg a hívőknek. 1512-ben Richard von Greiffenklau érsek I. Miksa császár jelenlétében kinyitotta az oltárt és megmutatta a kincset. Szabálytalan időközökben zarándoklatokat tartottak az ereklye megtekintésére: 1513, 1514, 1515, 1516, 1517, 1524, 1531, 1538, 1545, 1655, 1810, 1844, 1891, 1933, 1959, 1996. Amikor a tunikát 2012. április 13-tól egy hónapon át újra kiállították, a zarándokok száma körülbelül félmillió volt.
A dómban található számos hajdani trieri érsek síremléke, itt nyugszik luxemburgi Balduin, Richard von Greiffenklau és Theoderich von Wied.

## A dóm köve

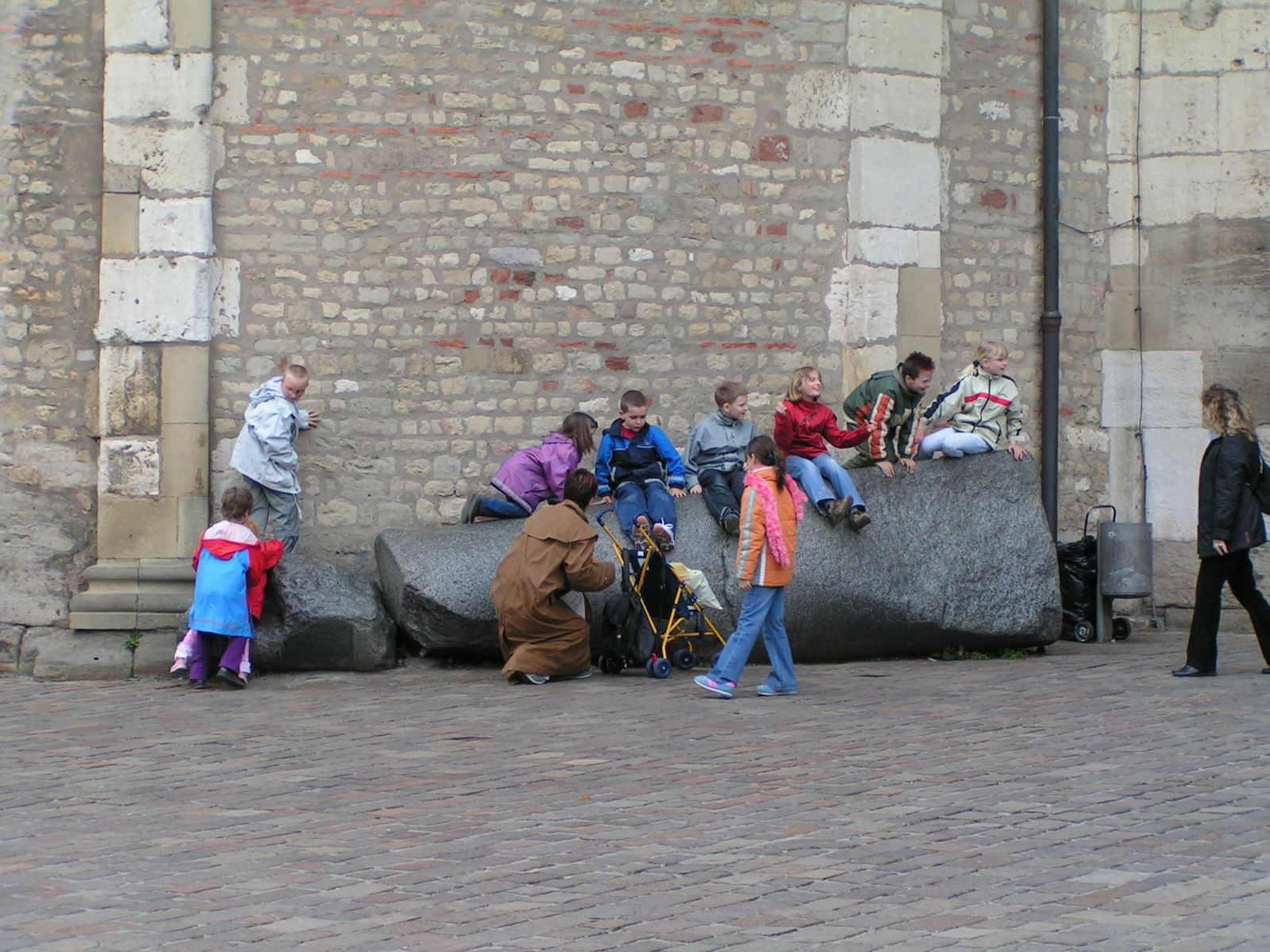
A dóm köve

A dóm főbejárata előtt egy kb. 4 méter hosszú gránitoszlop fekszik, ezt nevezik Domstein-nak (a dóm köve). A trieri gyermekek szívesen csúszkálnak rajta. A legenda szerint valamilyen ravaszsággal sikerült rávenni az ördögöt, hogy segítsen a dóm építésénél. Amikor a dóm elkészült, az ördög rájött a csalásra és a falnak gurította a követ. Valójában a régi gránitoszlopok a népvándorlás idején megrongálódtak és azokat a 6. században mészkő oszlopokkal helyettesítették. Az egyik kicserélt gránitoszlop ott maradt a déli bejárat előtt.

## Fordítás
- Ez a szócikk részben vagy egészben a Trierer Dom című német Wikipédia-szócikk ezen változatának fordításán alapul.  Az eredeti cikk szerkesztőit annak laptörténete sorolja fel. Ez a jelzés csupán a megfogalmazás eredetét és a szerzői jogokat jelzi, nem szolgál a cikkben szereplő információk forrásmegjelöléseként.